# Val-d'Oise
Val-d'Oise este un departament în centrul Franței, situat în regiunea Île-de-France - aglomerația urbană din jurul Parisului. Este numit după râul Oise care traversează departamentul și a fost format în urma reorganizării din 1968 prin împărțirea departamentului Seine-et-Oise.

## Localități selectate

### Prefectură
- Cergy-Pontoise

### Sub-prefecturi
- Argenteuil
- Pontoise
- Sarcelles

### Alte orașe
- Bezons
- Deuil-la-Barre
- Eaubonne
- Ermont
- Franconville
- Garges-lès-Gonesse
- Gonesse
- Goussainville
- Herblay
- Montmorency
- Sannois
- Taverny
- Villiers-le-Bel

## Diviziuni administrative
- 3 arondismente;
- 39 cantoane;
- 185 comune;